# Gerichtsbezirk Bad Radkersburg
Der Gerichtsbezirk Bad Radkersburg (bis 31. Dezember 1975 Radkersburg; slowenisch: Radgona) war ein Österreichischer Gerichtsbezirk und unterstand dem Bezirksgericht Bad Radkersburg im Bundesland Steiermark. Er umfasste seit 2002 den gesamten Bezirk Radkersburg, der seit 2013 Teil des Bezirks Südoststeiermark ist.

## Geschichte
Der Gerichtsbezirk Radkersburg wurde durch eine 1849 beschlossene Kundmachung der Landes-Gerichts-Einführungs-Kommission geschaffen. Ursprünglich umfasste er die 41 Gemeinden Abstall, Dedenitz, Dietzen, Donnersdorf, Dörfl, Dornau, Drauchen, Goritz, Größing, Gruisla, Halbenrain, Haselbach, Haseldorf, Hof, Hummersdorf, Hürth, Jörgen, Karla, Klöch, Laasen, Laafeld, Leitersdorf, Neusetz, Oberpurkla, Patzen, Pfarrsdorf, Pichla, Plipitz, Plipitzberg, Pölten, Pridahof, Radkersburg, Radochen, Schirmdorf, Schöpfendorf, Sicheldorf, Sögersdorf, Tieschen, Unterpurkla, Weichselbaum und Zelting.
Der Gerichtsbezirk Radkersburg bildete im Zuge der Trennung der politischen von der judikativen Verwaltung
ab 1868 gemeinsam mit dem Gerichtsbezirk Mureck den Bezirk Radkersburg.
Umfasste der Gerichtsbezirk 1910 noch 158,3 km²,
so musste Österreich nach dem Ersten Weltkrieg durch den Vertrag von Saint-Germain rund 31,6 km² des Gerichtsbezirks an das neu errichtete Königreich Jugoslawien abtreten.
Hiervon waren die Gemeinden Abstall/Apace, Leitersdorf/Lutverci, Plippitz/Plitvica, Plippitzberg/Plitvički Vrh, Schirmdorf/Črnec, Schöpfendorf/Žepovci, Sögersdorf/Segovci sowie der Stadtteil Unterer Gries (Gornja Radgona) der Stadt Radkersburg teilweise oder zur Gänze betroffen.
Im Zuge der Verleihung des Status eines Kurortes an Radkersburg wurde neben der Stadt Radkersburg auch der Gerichtsbezirk per 1. Jänner 1976 in Bad Radkersburg umbenannt.
Zu einer neuerlichen, grundlegenden Änderung kam es nach 1919 erstmals wieder im Jahr 2002. Zu diesem Zeitpunkt bestand der Gerichtsbezirk Radkersburg nach zahlreichen Gemeindezusammenlegungen nur noch aus den Gemeinden Bad Radkersburg, Halbenrain, Hof bei Straden, Klöch, Radkersburg Umgebung und Tieschen. Im Zuge der „Bezirksgerichte-Verordnung Steiermark“ der Bundesregierung mit der mehrere Gerichtsbezirke zusammengelegt wurden, wurde der Gerichtsbezirk Mureck per 1. Juli 2002 aufgelöst und die 13 Gemeinden des Gerichtsbezirks (Bierbaum am Auersbach, Deutsch Goritz, Dietersdorf am Gnasbach, Eichfeld, Gosdorf, Mettersdorf am Saßbach, Mureck, Murfeld, Ratschendorf, Sankt Peter am Ottersbach, Straden, Trössing und Weinburg am Saßbach) dem Gerichtsbezirk Bad Radkersburg zugeschlagen.
Seitdem bestand der Gerichtsbezirk Bad Radkersburg aus 19 Gemeinden.
Mit 1. Juli 2014 wurde der Gerichtsbezirk aufgelöst und die Gemeinden dem Gerichtsbezirk Feldbach zugewiesen.

## Gerichtssprengel
Der Gerichtsbezirk Bad Radkersburg umfasste seit 2002 mit den 19 Gemeinden Bad Radkersburg, Bierbaum am Auersbach, Deutsch Goritz, Dietersdorf am Gnasbach, Eichfeld, Gosdorf, Halbenrain, Hof bei Straden, Klöch, Mettersdorf am Saßbach, Mureck, Murfeld, Radkersburg Umgebung, Ratschendorf, Sankt Peter am Ottersbach, Straden, Tieschen, Trössing, Weinburg am Saßbach den gesamten politischen Bezirk Radkersburg, wie er bis 2012 bestand.